# Agrilus cyphothoracoides
Agrilus cyphothoracoides é uma espécie de inseto do género Agrilus, família Buprestidae, ordem Coleoptera.
Foi descrita cientificamente por Hespenheide *in* Westcott, *et a o*., 2008.